# Henryk Młynarczyk
Henryk Młynarczyk (Krasnystaw; 25 de Novembro de 1955 — ) é um político da Polónia. Ele foi eleito para a Sejm em 25 de Setembro de 2005 com 13633 votos em 7 no distrito de Chełm, candidato pelas listas do partido Samoobrona Rzeczpospolitej Polskiej.